# 大幹道
大幹道（英: Grand Trunk Road）は、アジアの最古で最長の主要道の1つである。2000年以上前からずっと、インド亜大陸の東と西、すなわち南アジアと中央アジアを結んでいる。バングラデシュのチッタゴンからインドの西ベンガル州のハウラーを経由して、北インドを横断しパキスタンのラホールを越え、アフガニスタンのカーブルに至る。以前の名前にはウッタラパサ（"北への道"）やシャー・ラー・エ・アザム（"大きな道"）、サダク・エ・アザム、バドゥシャヒ・サダク等がある。大幹道と呼ばれる道はマウリヤ朝時代には存在し、ガンジス川の河口から帝国の北西辺境地域に続いていた。近代の道の前身はシェール・シャーが古代マウリヤの道を16世紀に再建した。イギリス統治時代の1833年から1860年に道はかなり改良された。

## 歴史
古代には、ウッタラパサ（サンスクリット語で「北」を表す「ウッタラ」と「道」を表す「パサ」）は「北への道」を意味した。ガンジス川沿いの主要商業路はヒンドゥスターン平野を越え、パンジャーブとタキシラ（ガンダーラ）を越え、「ザリアスパ」又はバルフ（中央アジアのバクトリア）に達した。ウッタラパサの東端は西ベンガルのガンジス川河口のタムラリプタ（現在のタムルク）にあった。この道はマウリヤ朝統治下でインド東海岸との海上交易が盛んになった為次第に重要になった。後に、ウッタラパサは「北高道」が横切る広い地域の名前に変化した。

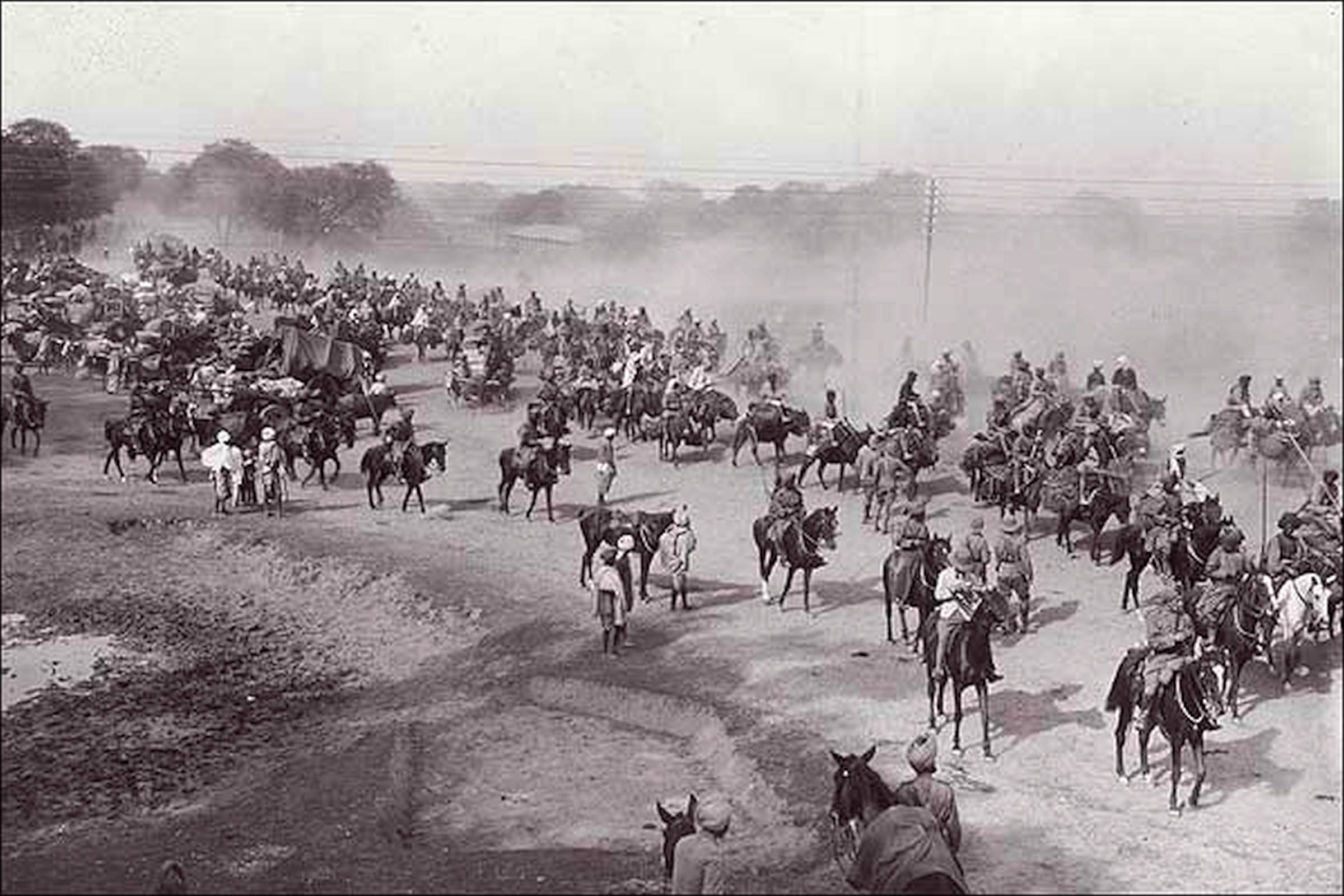
英領インド時代のアンバラの宿営地の風景

最近の研究では紀元前3世紀のマウリヤ朝の時代に、インドと西アジアや北西のヘレニズム世界のタキシラ（現在のパキスタン）の国際貿易に用いられていた。タキシラはマウリヤ帝国の他の地方との交通に秀でていた。マウリヤ朝はタキシラからパータリプトラ（現在のインド領パトナ）に幹線道路を造った。マウリヤのチャンドラグプタは、15年をマウリヤ議会で過ごしたギリシャ人外交官のメガステネスの指示で全兵力でこの道の維持を行った。8段階の建設で、この道はペシャワールやタキシラ、ハスティナプラ、カナウジ、イラーハーバード、パータリプトラ、タムラリプタを繋いだと言われている。16世紀にはヒンドゥースタン平野を越える主要道は、短期間北インドの多くを支配したアフガン皇帝のシェール・シャーが改築した。彼の目的は行政・軍事上の理由で広い帝国内の各地方を結ぶ事だった。「サダク・エ・アザム」（大きな道）と知られていた道は、大幹道の前身として国際的に認知されていた。この道は最初は首都のアーグラと彼の故郷のサーサーラームを結んでいた。彼が短い統治後に亡くなると王朝はすぐに終わりを迎え、この道は彼の素晴らしい遺産として残された。スー朝の後に現れたムガル帝国は、道を西に伸ばしてカイバル峠を越えてアフガニスタンのカーブルに繋げた。また、東にはベンガル南東部の港町のチッタゴンまで伸ばした。この道は英領インドが改良した。1700年代のイギリス支配時代に「大幹道」（時に「長い道」と呼ばれる）と改名され、ハウラーからペシャーワルを結ぶインドの重要部分を結ぶ道になった。何世紀にも渡ってこの道はこの地方の最も重要な通商路であり続け、旅行と通信施設が造られた。シェール・シャーの時代には等間隔にキャラバンサライ（幹線道路旅館）が設置され、陰を作るために道の両脇に木が植えられた。この時代にタキシラの道沿いに旅人用の井戸が幾つか造られた。この道は全区間に渡って里程標が設置された。デリー・アンバラ高速道路でこの里程標を今でも幾つか見られる。一方で、この道は兵の高速移動や外部勢力の侵入に用いられた。アフガンやペルシアの西からの侵入や、イギリスがベンガルから北インド平原に侵入するのを容易にした。

## 路線

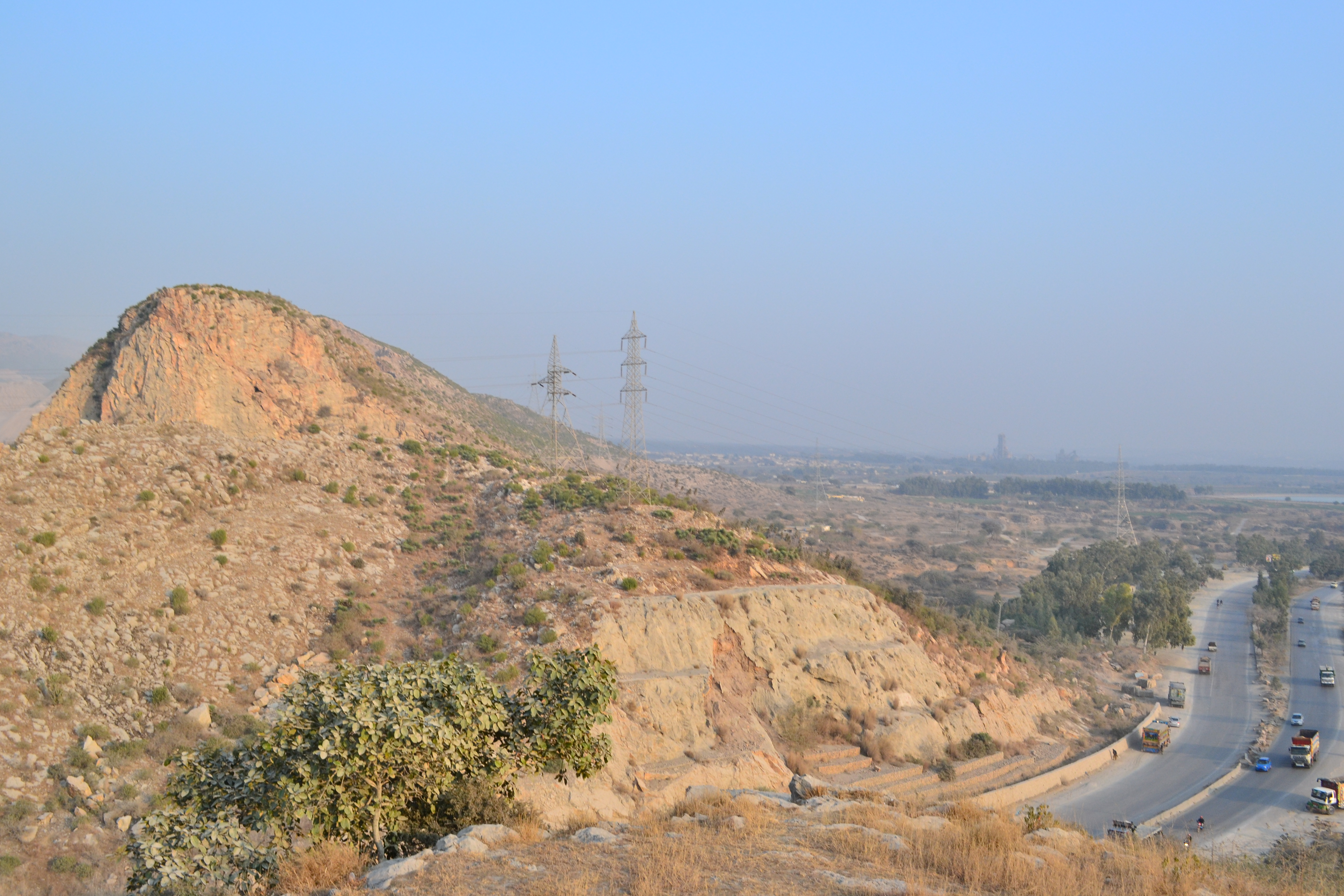
イスラマバードのマーガッラ山脈最西端を越える大幹道

今日でも大幹道（GT道）は2500km以上連続して繋がっている。チッタゴンから始まり、バングラデシュ中央のナラヤンガンジ地区のソナーガオンを横切り、インドではハウラーやバルダマーン、パナガーフ（ラムナバガン自然保護区を通過する）、ドゥルガプル、アサンソル、ダンバード、アウランガーバード（ビハール）、デーリ・オン・ソネ、サーサーラーム、モハニア、 ムガルサライ、ワーラーナシー、イラーハーバード、カーンプル、カリアンプル、カナウジ、エター、アリーガル、ガーズィヤーバード、デリー、 パニパト、カルナール、アンバラ、カンナ、ルディヤーナー、ジャランダル、アムリトサルを通過する。インドでは道の主要部分、ハウラー～カーンプル間は国道2号、カーンプル～デリー間は国道91号、デリー～ワガ（パキスタンとの国境）は国道1号として知られている。パキスタン国境から大幹道（国道5号の一部）は北上しラホール、グジュラーンワーラー、グジュラト、ジェルム、ラーワルピンディー、アットック地区、ノウシェラ、ペシャーワル、ランディ・コタルを通る。カイバル峠を越えてアフガニスタンに入ると西進し、ジャラーラーバード、スロビを通りカーブルで終わる。アフガニスタン国内の大幹道はジャラーラーバード～カーブル道の一部である。

## 近代の開発
大幹道はインドとパキスタンにとって大動脈の1つであり続けている。パキスタンは独自に自動車道や高速道路と接続している。インド部分は野心的な黄金四辺形計画の一部になっている。4世紀以上に渡って使用されている大幹道を、ラドヤード・キップリングは「このような命の川は世界のどこにも無い。」と記した。

## 写真集

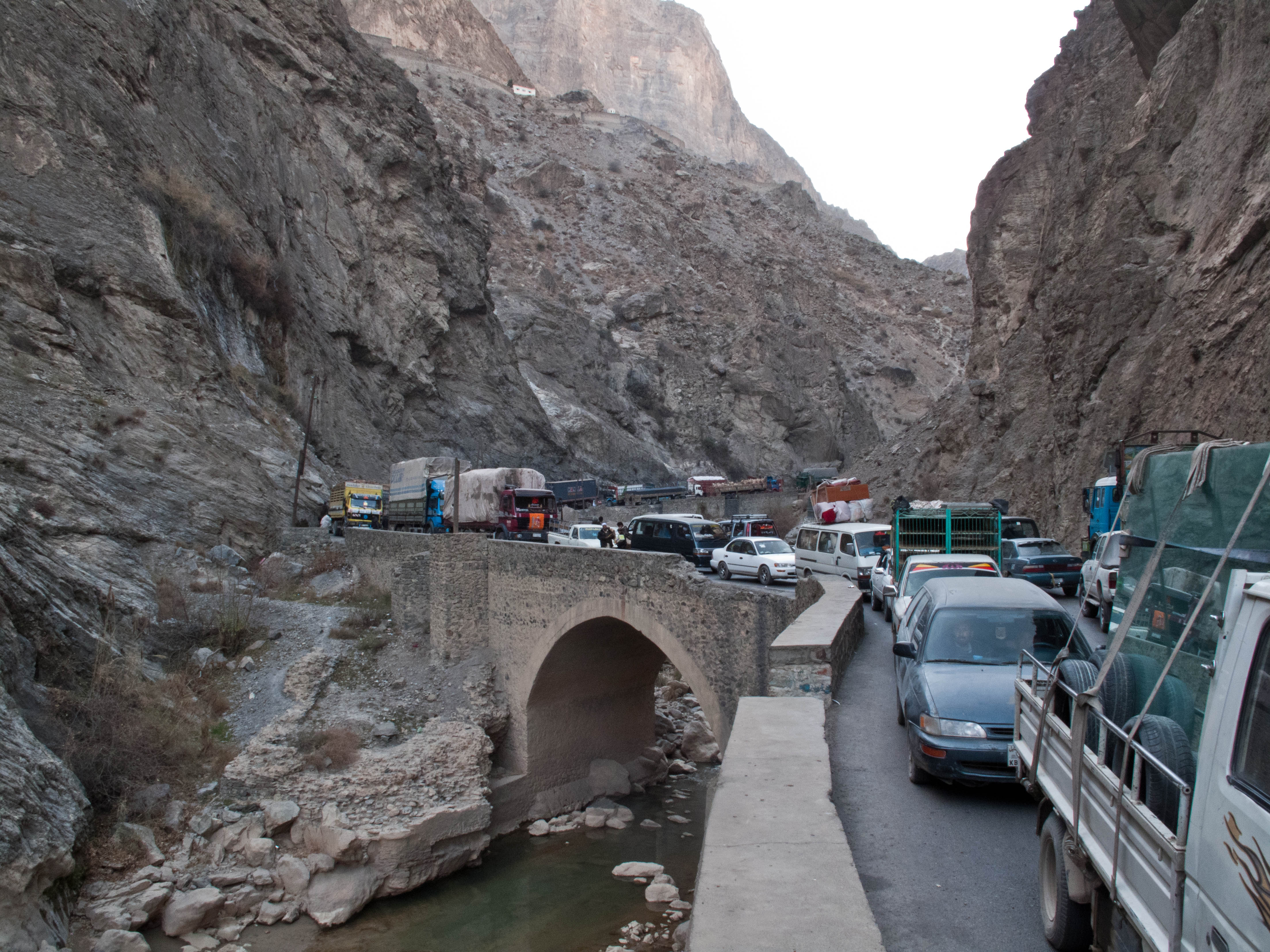
ジャラーラーバード～カーブル道 - 大幹道の最西端かつ最も危険な個所
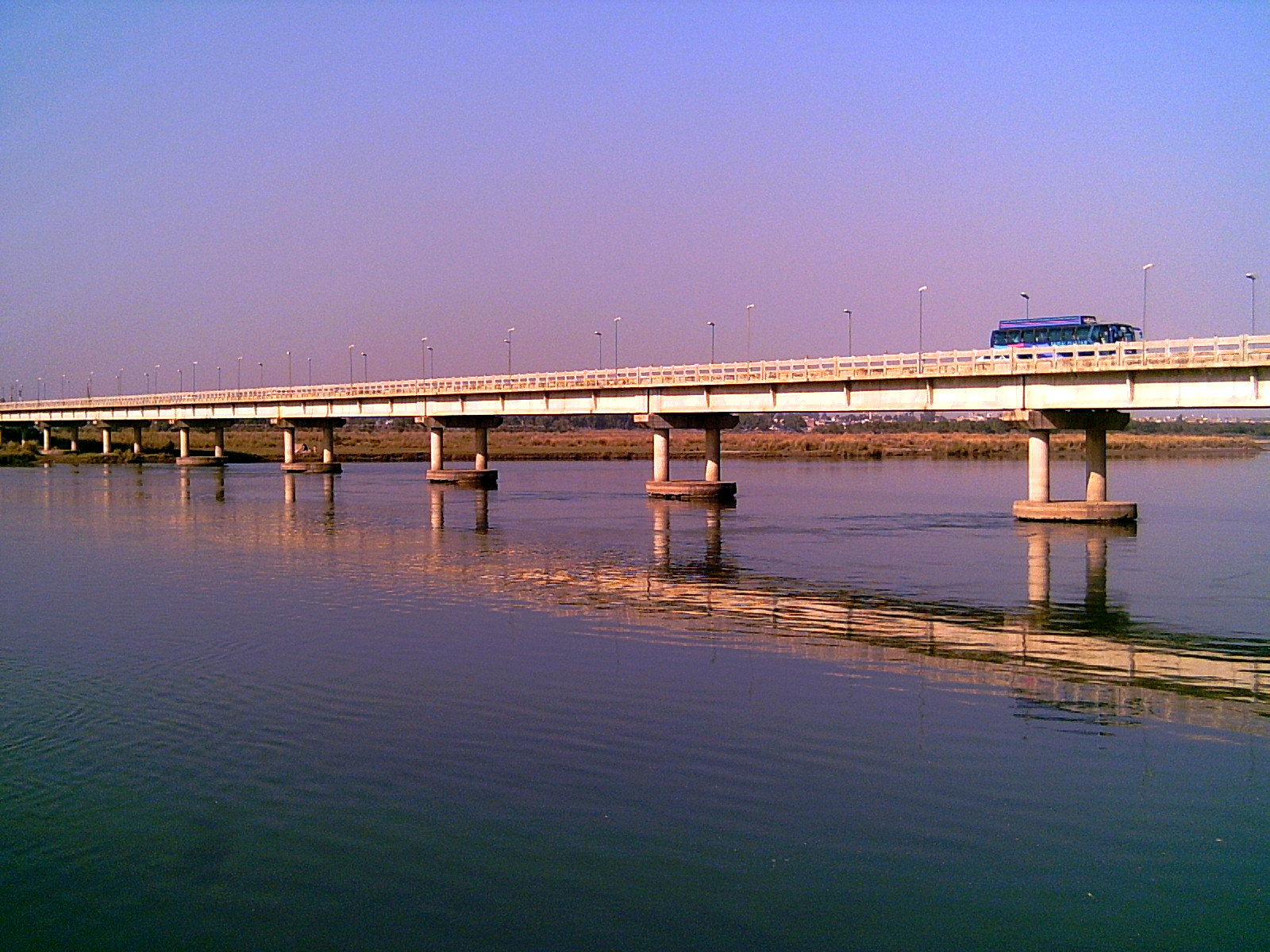
パキスタンのジェルム川を越える大幹道
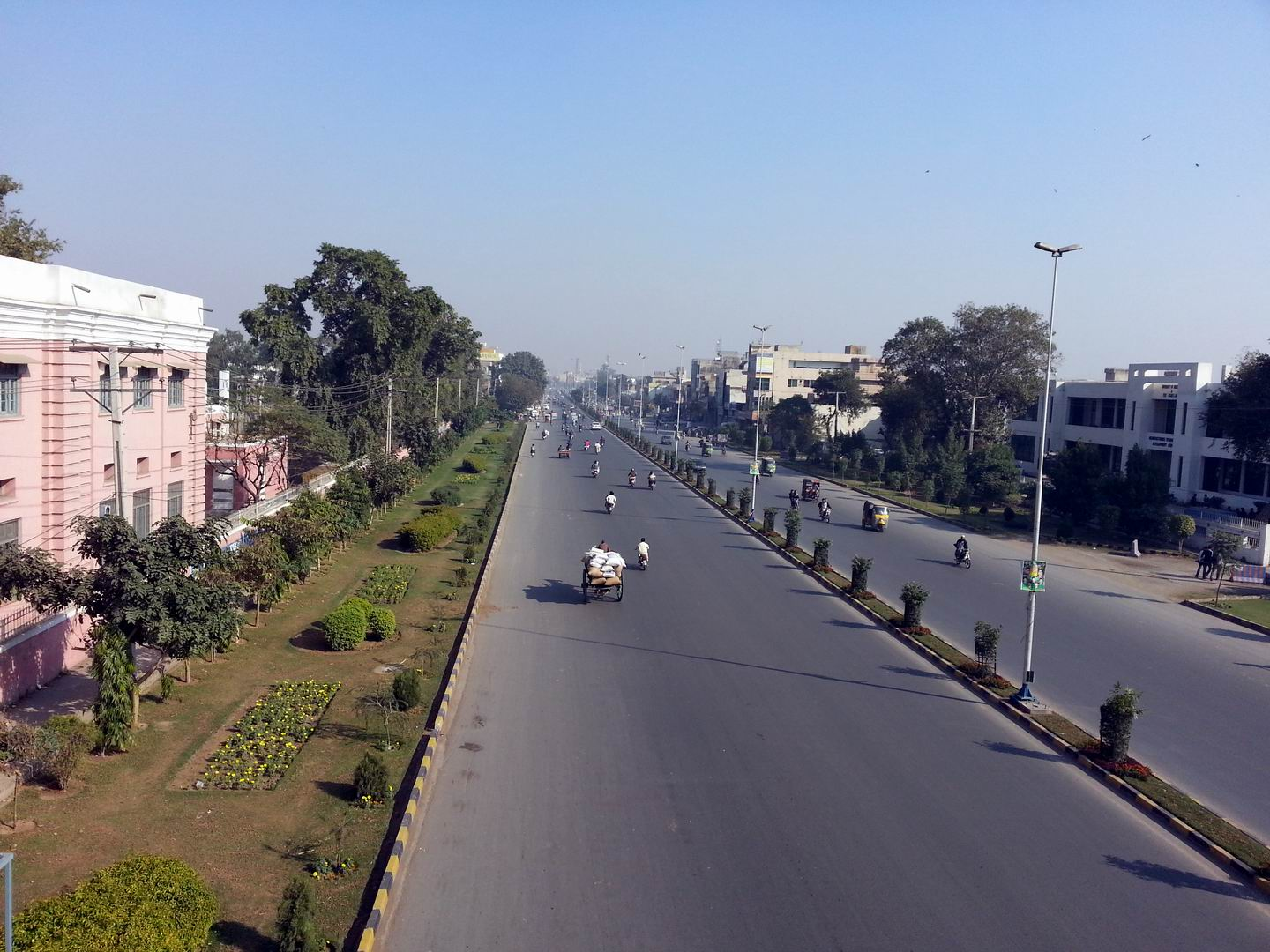
ラホールの大幹道
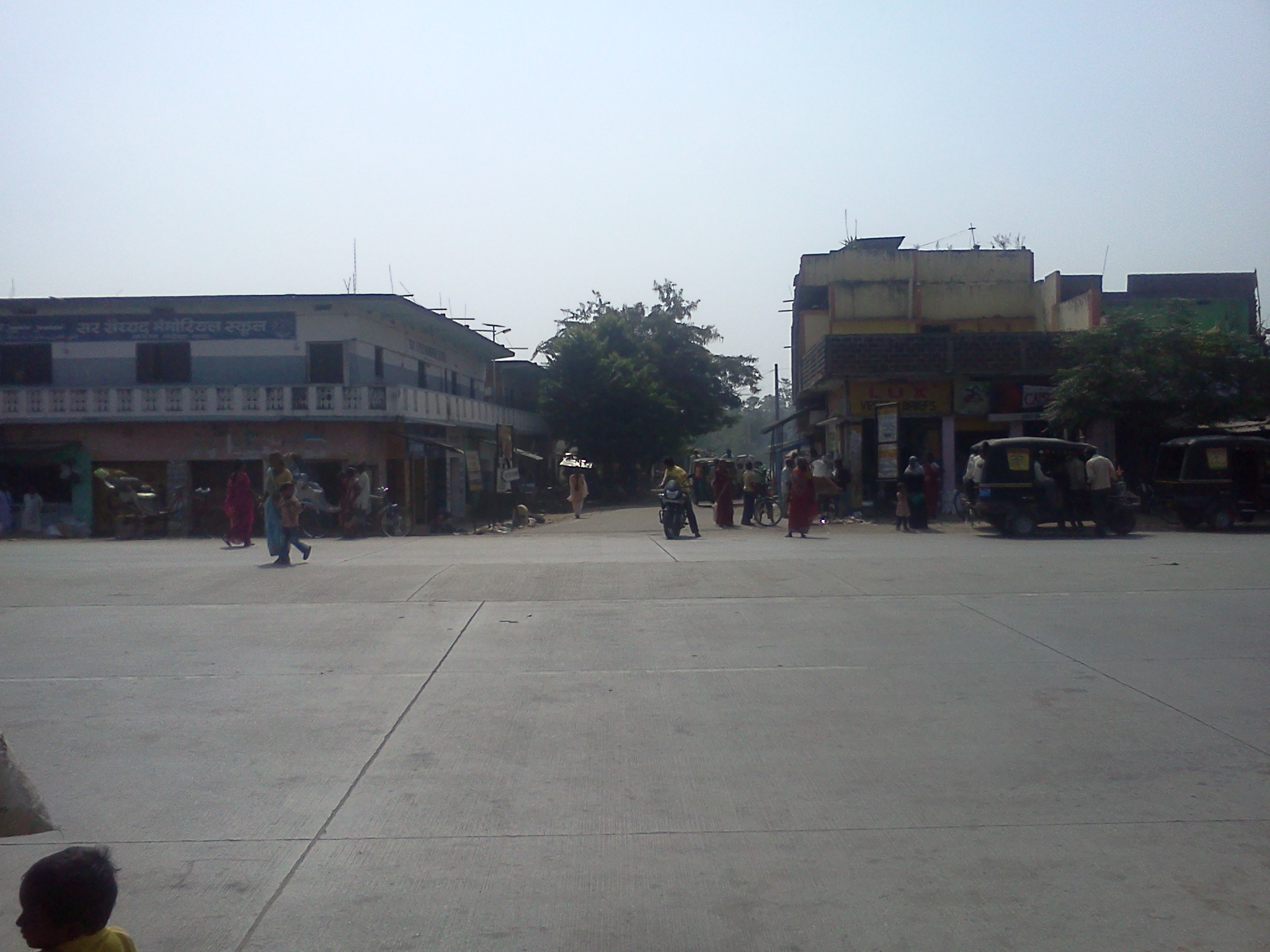
ビハールの大幹道
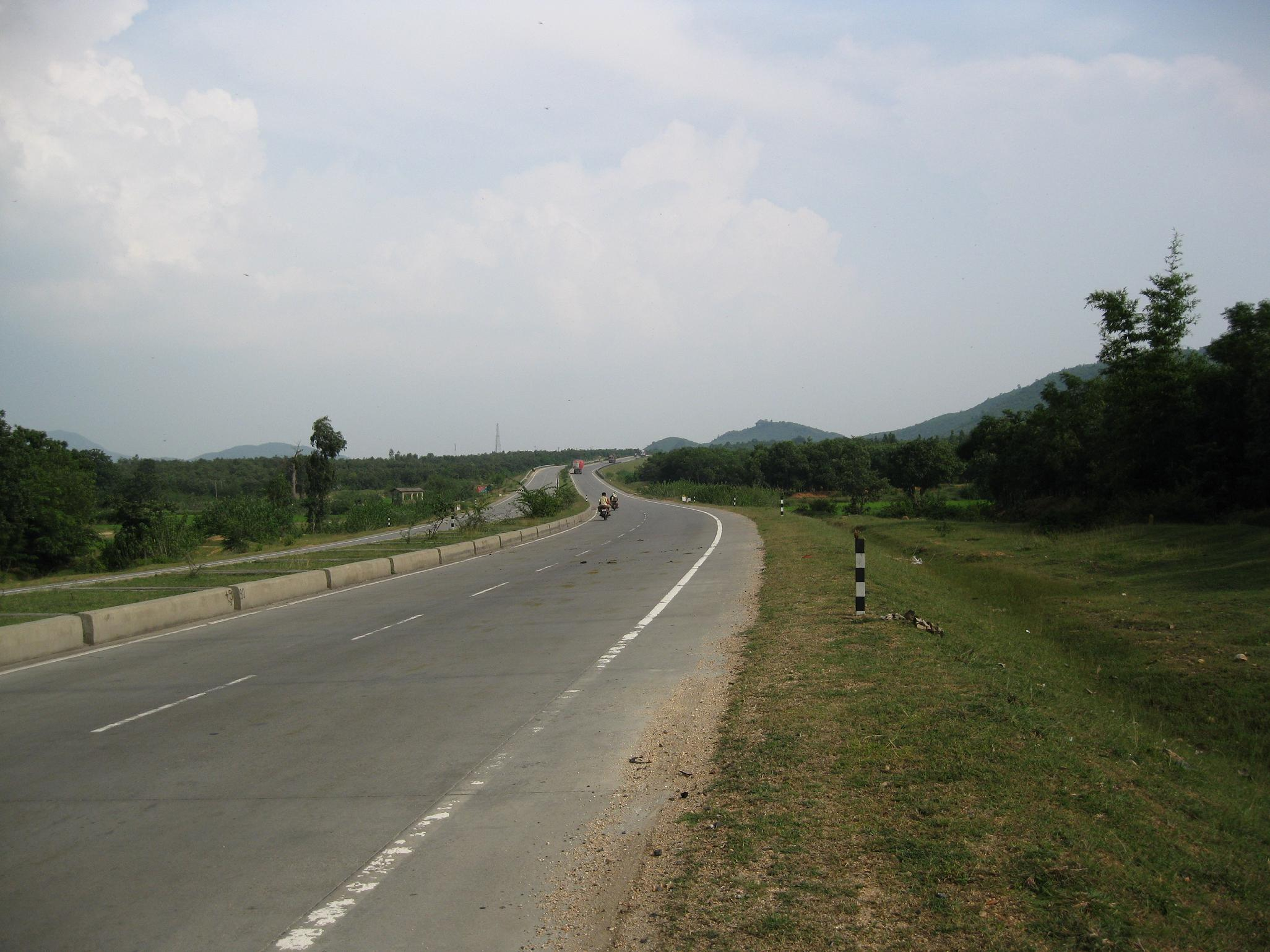
ジャールカンド州バーヒ近くの大幹道
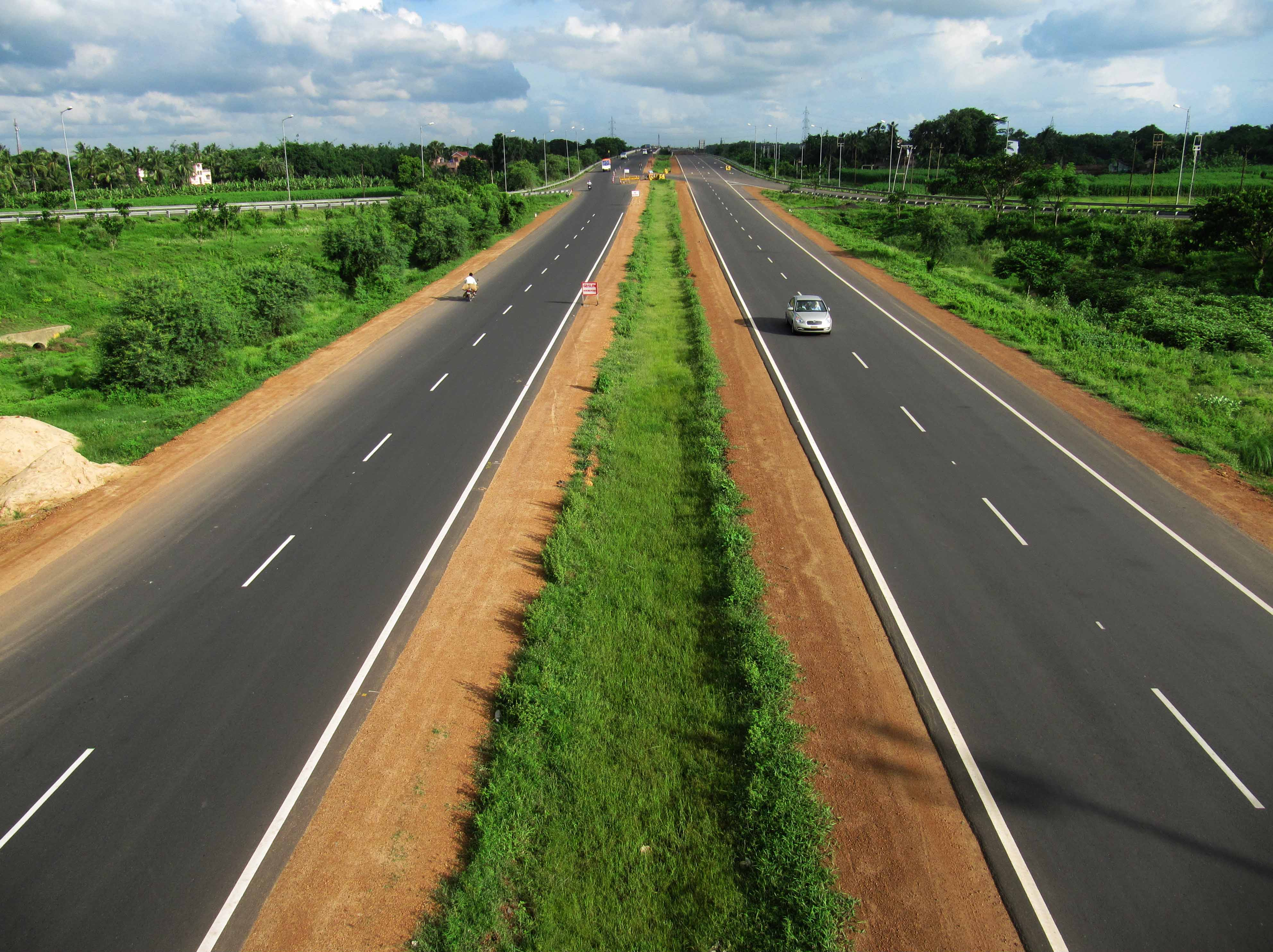
インドの大幹道の一部のドゥルガプル高速道路

## 文学作品
- Farooque, Abdul Khair Muhammad (1977), Roads and Communications in Mughal India.  Delhi: Idarah-i Adabiyat-i Delli.
- Weller, Anthony (1997), Days and Nights on the Grand Trunk Road: Calcutta to Khyber.  Marlowe & Company.
- ラドヤード・キップリング (1901), Kim.  Considered one of Kipling's finest works, it is set mostly along the Grand Trunk Road. Free e-texts are available, for instance here.

## 参考資料
1. 1 2  K. M. Sarkar (1927). The Grand Trunk Road in the Punjab: 1849-1886. Atlantic Publishers & Distri. pp. 2–. GGKEY:GQWKH1K79D6
2. ↑  Chaudhry, Amrita (2012年5月27日). “Cracks on a historical highway”. The Indian Express.  オリジナルの2013年5月22日時点におけるアーカイブ。quote: What Chandragupta had begun, his grandson Ashoka perfected.  Trees were planted, ... Serais built. p.2
3. ↑  David Arnold;
Science, technology, and medicine in colonial India (New Cambr hist India v.III.5)
Cambridge University Press, 2000, 234 pages
p.106
4. ↑  A description of the road by Kipling, found both in his letters and in the novel "Kim". He writes: "Look! Brahmins and chumars, bankers and tinkers, barbers and bunnias, pilgrims -and potters - all the world going and coming. It is to me as a river from which I am withdrawn like a log after a flood. And truly the Grand Trunk Road is a wonderful spectacle. It runs straight, bearing without crowding India's traffic for fifteen hundred miles - such a river of life as nowhere else exists in the world."

- Usha Masson Luther; Moonis Raza (1990). Historical routes of north west Indian Subcontinent, Lahore to Delhi, 1550s-1850s A.D.. Sagar Publications